# Sender Püttlingen-Schoksberg

Sender Püttlingen-Schoksberg

Der Sender Püttlingen-Schoksberg ist eine Sendeanlage der Deutschen Funkturm in Püttlingen im Saarland. Der Sender verwendet als Antennenträger einen 285,5 m hohen abgespannten Stahlfachwerkmast mit quadratischem Querschnitt. Der Mast des Senders ist das höchste Bauwerk im Saarland.

## Frequenzen und Programme

### Analoges Radio (UKW)
| Frequenz (MHz) | Programm   | RDS PS            | RDS PI | Regionalisierung | ERP (kW) | Antennendiagramm rund (ND)/gerichtet (D) | Polarisation horizontal (H)/vertikal (V) |
| -------------- | ---------- | ----------------- | ------ | ---------------- | -------- | ---------------------------------------- | ---------------------------------------- |
| 101,7          | Radio Salü | _SALUE__          | D3B8   | –                | 100      | D (300-60°)                              | H                                        |
| 103,7          | UnserDing  | Unser___ Ding____ | D3B5   | –                | 100      | D (280-40°)                              | H                                        |

### Digitales Radio (DAB+)
Das Digitalradio (DAB+) wird in vertikaler Polarisation und im Gleichwellenbetrieb mit anderen Sendern ausgestrahlt.
Derzeit werden die beiden bundesweiten Multiplexe auf den DAB-Kanälen 5C und 9B sowie seit dem 15. November 2021 ein landesweiter Multiplex auf DAB-Kanal 9C ausgestrahlt. Der DAB-Kanal 8B wurde zum 3. Januar 2012 eingestellt und die Radioprogramme des SR werden vom eigenen Sendemast Halberg auf DAB-Kanal 9A gesendet.
| Block                        | Programme | ERP (kW) | Gleichwellennetz (SFN) |
| ---------------------------- | --- | -------- | --- |
| 5C DR Deutschland (D__00188) | DAB+-Multiplex von Media Broadcast: - Absolut relax (72 kbps) - Dlf (104 kbps) - Dlf Kultur (112 kbps) - Dlf Nova (104 kbps) - DRadio DokDeb (48 kbps) - Energy Digital (72 kbps) - ERF Plus (64 kbps) - Klassik Radio (72 kbps) - Radio Bob (72 kbps) - Radio Horeb (48 kbps) - Radio Schlagerparadies (64 kbps) - Schwarzwaldradio (64 kbps) - sunshine live (72 kbps) - DRadio Daten (32 kbps Daten) - EPG Deutschland (16 kbps Daten) - TPEG (16 kbps Daten) - TPEG_MM (16 kbps Daten) | 10       | - Baden-Württemberg: Aalen, Baden-Baden (Fremersberg), Bad Mergentheim, Blauen, Brandenkopf, Donaueschingen, Feldberg im Schwarzwald, Freiburg (Vogtsburg-Totenkopf), Geislingen (Oberböhringen), Großerlach (Hohe Brach), Heidelberg (Königstuhl), Heilbronn (Schweinsberg), Hochrhein (Rickenbach), Hornisgrinde, Pforzheim (Schömberg-Langenbrand), Raichberg, Ravensburg (Höchsten), Reutlingen, Stuttgart (Frauenkopf), Ulm (Kuhberg) - Bayern: Amberg (Hirschau), Aschaffenburg (Pfaffenberg), Augsburg (Hotelturm), Bad Tölz (Gaißach), Bamberg (Geisberg), Büttelberg, Brotjacklriegel, Dillberg, Grünten, Herzogstand, Hochberg (Traunstein), Hoher Bogen, Inntal (Ebbs), Ingolstadt (Gelbelsee), Kreuzberg/Rhön, Landshut (Altdorf), München (Olympiaturm), Nennslingen (Büchelberg), Nürnberg, Oberammergau, Ochsenkopf, Passau, Pfänder, Pfaffenhofen, Pfarrkirchen, Pfronten, Regensburg (Hohe Linie), Unterringingen, Untersberg, Wendelstein (Bayrischzell), Würzburg (Frankenwarte) - Berlin: Berlin (Alexanderplatz), Berlin (Scholzplatz) - Brandenburg: Bad Belzig, Booßen, Brandenburg/Havel, Calau, Casekow, Cottbus, Eisenhüttenstadt, Petkus, Pritzwalk, Templin - Bremen: Bremen (Walle), Bremerhaven-Schiffdorf - Hamburg: Hamburg (Moorfleet), Hamburg (Heinrich-Hertz-Turm) - Hessen: Bad Hersfeld (Rimberg), Biedenkopf (Sackpfeife), Fulda (Hummelskopf), Frankfurt (Europaturm), Gelnhausen (Schnepfenkopf), Gießen (Dünsberg), Großer Feldberg, Hardberg, Hohe Wurzel, Hoher Meißner, Kassel (Habichtswald), Mainz-Kastel - Mecklenburg-Vorpommern: Garz (Rügen), Güstrow, Malchin, Neubrandenburg-Süd, Rostock (Toitenwinkel), Röbel, Schwerin (Zippendorf-Gr.Dreesch), Torgelow, Wismar/Rüggow, Züssow - Niedersachsen: Aurich-Popens, Braunschweig (Broitzem), Braunschweig (Drachenberg), Cuxhaven-Stadt, Dannenberg, Göttingen (Bovenden-Osterberg), Hannover (Telemax), Lingen, Lüneburg-Neu Wendhausen, Molbergen-Peheim, Osnabrück (Bramsche-Schleptruper Egge), Hildesheim (Sibbesse), Steinkimmen, Uelzen, Visselhövede, Wilhelmshaven - Nordrhein-Westfalen: Aachen (Karlshöhe), Bielefeld (Hünenburg), Bonn (Venusberg), Dortmund (Florianturm), Düsseldorf (Rheinturm), Eggegebirge, Herscheid, Hochsauerland (Hunau), Hürtgenwald-Großhau, Köln (Colonius), Langenberg, Lügde-Rischenau (Köterberg), Minden (Jakobsberg), Münster (Fernmeldeturm), Schöppingen, Siegen-Süd, Wesel - Rheinland-Pfalz: Bad Kreuznach (Schanzenkopf), Bad Marienberg (Westerwald), Bornberg, Daun (Eifel), Edenkoben (Kalmit), Heckenbach-Schöneberg (Ahrweiler), Idar-Oberstein, Kaiserslautern, Kettrichhof, Koblenz (Kühkopf), Trier (Petrisberg) - Saarland: Merzig-Merchingen, Saarbrücken (Schoksberg) - Sachsen: Chemnitz, Dresden, Geyer, Leipzig, Löbau, Neustadt, Oschatz, Schöneck, Zwickau Ost - Sachsen-Anhalt: Brocken, Burg, Dequede, Petersberg, Pettstädt (Weißenfels), Schneidlingen, Wittenberg - Schleswig-Holstein: Bungsberg, Flensburg, Heide, Helgoland, Hennstedt, Kiel (Kronshagen), Lübeck (Stockelsdorf), Schleswig, Niebüll (Süderlügum), Westerland (Sylt) - Thüringen: Bleßberg (Sonneberg), Erfurt-Hochheim, Gera, Inselsberg, Jena (Oßmaritz), Kulpenberg, Saalfeld (Remda), Lobenstein (Sieglitzberg), Weimar (Ettersberg) |
| 9B Antenne DE (D__00359)     | DAB-Block von Antenne Deutschland: - 80s80s (72 kbps) - 90s90s (72 kbps) - Absolut Bella (72 kbps) - Absolut Germany (72 kbps) - Absolut HOT (72 kbps) - Absolut Oldie (72 kbps) - Absolut TOP (72 kbps) - AIDAradio (72 kbps) - Ballermann Radio (72 kbps) - Beats Radio (72 kbps) - Brillux Radio (72 kbps) - Nostalgie (72 kbps) - Oldie Antenne (72 kbps) - RTL Radio (72 kbps) - Rock Antenne (72 kbps) - Toggo Radio (72 kbps)                                                       | 4        | - Baden-Württemberg: Aalen, Baden-Baden (Fremersberg), Heidelberg (Königstuhl), Heilbronn (Schweinsberg), Pforzheim (Schömberg-Langenbrand), Stuttgart (Frauenkopf) - Hessen: Fulda (Hummelskopf), Frankfurt (Europaturm), Gelnhausen (Schnepfenkopf), Gießen (Dünsberg), Großer Feldberg, Hardberg, Kassel (Habichtswald), Mainz-Kastel - Nordrhein-Westfalen: Aachen (Karlshöhe), Bonn (Venusberg), Dortmund (Florianturm), Düsseldorf (Rheinturm), Herscheid, Köln (Colonius), Langenberg, Münster (Fernmeldeturm), Siegen-Süd, Wesel - Rheinland-Pfalz: Bornberg, Daun (Boverath), Koblenz (Kühkopf), Trier (Petrisberg) - Saarland: Saarbrücken (Schoksberg) |
| 9C Saarland DAB+ (D__00204)  | - Antenne Schlager (72 kbps) - bigFM (72 kbps) - Cityradio SB (72 kbps) - Classic Rock Radio (72 kbps) - Oldie Antenne (72 kbps) - Radio Holiday (72 kbps) - Radio Mélodie franz. (72 kbps) - Radio Bollerwagen (72 kbps) - Radio Salü (72 kbps) - Radio Teddy (72 kbps) - RPR1. (72 kbps) - Saarfunk 1 (72 kbps) - Saarfunk 3 (72 kbps) - trigger.fm (72 kbps) | 3,2      | Saarbrücken (Schoksberg), Spiesen |

### Digitales Fernsehen (DVB-T2)
Die DVB-T2-Ausstrahlungen im Gleichwellenbetrieb (Single Frequency Network) mit anderen Standorten.
Die öffentlich-rechtlichen Sender sind frei empfangbar, die Privatsender werden, größtenteils verschlüsselt, über die DVB-T2 Plattform Freenet TV ausgestrahlt.
| Kanal | Frequenz (MHz) | Multiplex                                   | Programme im Multiplex | ERP (kW) | Sendediagramm rund (ND)/ gerichtet (D) | Polarisation horizontal (H)/ vertikal (V) | Modulations- verfahren | FEC | Guard- intervall | Bitrate (MBit/s) | SFN                   |
| ----- | -------------- | ------------------------------------------- | --- | -------- | -------------------------------------- | ----------------------------------------- | ---------------------- | --- | ---------------- | ---------------- | --------------------- |
| 35    | 586            | freenet TV                                  | - RTL HD - RTL II HD - Super RTL HD - VOX HD - n-tv HD - RTL Nitro HD - Tele 5 HD                                                                              | 50       | ND                                     | V                                         | 64-QAM (32-k-Modus)    | 2/3 | 1/16             | 27,6             | Püttlingen-Schoksberg |
| 45    | 666            | freenet TV                                  | - N24 HD - DMAX HD - Eurosport1 HD - Disney Channel HD - nickelodeon HD / nicknight HD - test (freenet TV) - QVC HD - HSE24 HD - bibel.TV HD - freenet TV Info | 50       | ND                                     | V                                         | 64-QAM (32-k-Modus)    | 2/3 | 1/16             | 27,6             | Püttlingen-Schoksberg |
| 44    | 658            | freenet TV                                  | - ProSieben HD - Sat.1 HD - kabel eins HD - ProSieben Maxx HD - Sat.1 Gold HD - sixx HD - sport1 HD                                                            | 50       | ND                                     | V                                         | 64-QAM (32-k-Modus)    | 2/3 | 1/16             | 27,6             | Püttlingen-Schoksberg |
| 37    | 618            | Gemischter Multiplex von ZDF und freenet TV | - ZDF HD - 3sat HD - KiKa HD - ZDFneo HD - ZDFinfo HD - freenet TV connect (HbbTV-Dienst mit mehreren Streams)                                                 | 50       | ND                                     | V                                         | 64-QAM (16-k-Modus)    | 3/5 | 19/128           | 22               | Püttlingen-Schoksberg |

### Digitales Fernsehen (DVB-T)
Vom 13. Dezember 2007 bis zum Wechsel auf DVB-T2 am 29. März 2017 wurde vom Sender Püttlingen-Schoksberg das digitale Antennenfernsehen (DVB-T) mit zwei öffentlich-rechtlichen und einem privaten Multiplex-Kanal für das Saarland abgestrahlt. Die DVB-T-Ausstrahlungen liefen im Gleichwellenbetrieb (Single Frequency Network) mit anderen Standorten.
ehemaliges Angebot:
| Kanal | Frequenz (MHz) | Multiplex                   | Programme im Multiplex                                                           | ERP (kW) | Antennendiagramm rund (ND)/ gerichtet (D) | Polarisation horizontal (H)/ vertikal (V) | Modulations- verfahren | FEC | Guard- intervall | Bitrate (MBit/s) | SFN                                                   |
| ----- | -------------- | --------------------------- | -------------------------------------------------------------------------------- | -------- | ----------------------------------------- | ----------------------------------------- | ---------------------- | --- | ---------------- | ---------------- | ----------------------------------------------------- |
| E30   | 546            | ZDFmobil                    | - ZDF - 3sat - ZDFinfo - KiKA (06–21:00 Uhr)/ZDFneo (21–06:00 Uhr)               | 50       | ND                                        | V                                         | 16-QAM (8-k-Modus)     | 2/3 | 1/4              | 13,27            | Püttlingen-Schoksberg, Göttelborner Höhe, Kettrichhof |
| E42   | 642            | ARD Digital (SR)            | - Das Erste (SR) - SR Fernsehen - ARTE - Phoenix                                 | 20       | ND                                        | V                                         | 16-QAM (8-k-Modus)     | 2/3 | 1/4              | 13,27            | Püttlingen-Schoksberg, Göttelborner Höhe, Spiesen     |
| E49   | 698            | Gemischtes Bouquet Saarland | - Tele 5 - QVC - Bibel TV - frei - multithek (HbbTV-Dienst mit mehreren Streams) | 20       | ND                                        | V                                         | 16-QAM (8-k-Modus)     | 2/3 | 1/4              | 13,27            | Püttlingen-Schoksberg                                 |

Vom 31. Mai 2016 bis zum 28. März 2017 wurde vom Sender Püttlingen-Schoksberg ein (DVB-T2)-Multiplex-Kanal für das Saarland abgestrahlt. Die öffentlich-rechtlichen Sender waren frei empfangbar, die Privatsender wurden verschlüsselt über die DVB-T2 Plattform Freenet TV ausgestrahlt.
| Kanal | Frequenz (MHz) | Multiplex       | Programme im Multiplex                                        | ERP (kW) | Antennendiagramm rund (ND)/ gerichtet (D) | Polarisation horizontal (H)/ vertikal (V) | Modulations- verfahren | FEC | Guard- intervall | Bitrate (MBit/s) | SFN                    |
| ----- | -------------- | --------------- | ------------------------------------------------------------- | -------- | ----------------------------------------- | ----------------------------------------- | ---------------------- | --- | ---------------- | ---------------- | ---------------------- |
| E35   | 586            | Media Broadcast | - ARD HD - ZDF HD - RTL HD - VOX HD - Sat.1 HD - ProSieben HD | 50       | ND                                        | V                                         | 64-QAM                 | 2/3 | 1/16             | 27,5             | Püttlingen-Schoksberg, |

### Ehemalige analoge Programme (PAL)
Vor der Umstellung auf DVB-T liefen hier die folgenden analogen TV-Sender:
| Kanal | Frequenz (MHz) | Programm     | ERP (kW) | Antennendiagramm rund (ND)/ gerichtet (D) | Polarisation horizontal (H)/ vertikal (V) |
| ----- | -------------- | ------------ | -------- | ----------------------------------------- | ----------------------------------------- |
| 42    | 639,25         | SR Fernsehen | 500      | D                                         | H                                         |
| 45    | 663,25         | ZDF          | 500      | D                                         | H                                         |